# Pseudohydrosme
Genre
Synonymes
- Zyganthera N.E. Br.[2]

Pseudohydrosme est un genre de plantes à fleurs monocotylédones de la famille des Araceae, sous-famille des Aroideae, originaire d'Afrique équatoriale, qui comprend trois espèces, dont une,  Pseudohydrosme ebo, nouvellement décrite en 2021.

## Liste d'espèces
Selon BioLib (16 janvier 2022) :
- Pseudohydrosme buettneri Engl.
- Pseudohydrosme gabunensis Engl.